# HD 1607
HD1607 — хімічно пекулярна зоря спектрального класу
F0 й має видиму зоряну величину в
смузі V приблизно 8.6
.